# Belojemeer (oblast Vologda)
Het Belojemeer (Russisch: озеро Белое) is een meer in het westelijk deel van de Russische oblast Vologda. Het heeft een ronde vorm, een diameter van ongeveer 46 kilometer en een maximale diepte van 33 meter. De belangrijkste rivieren voor de toevoer van water zijn de Kovzja, Kema en Megra. Het meer heeft haar afvoer op de Sjeksna naar het Stuwmeer van Rybinsk in de Wolga. Het meer vormt onderdeel van het Wolga-Oostzeekanaal. Aan de oever ligt Belozersk, een van de oudste steden van Rusland. Aan de zuidwestzijde van het meer loopt het Belozerskkanaal met een lengte van 67 kilometer.